# Małgorzata Müldner-Nieckowska
Małgorzata Müldner-Nieckowska z domu Olszewska (ur. 15 marca 1948 w Tarnowie, zm. 20 października 1999 w Podkowie Leśnej) – polska artystka rzeźbiarka, jubiler, kompozytorka.

## Życiorys
Ukończyła Państwowe Liceum Technik Teatralnych w Warszawie, a następnie Akademię Sztuk Pięknych w Warszawie, na Wydziale Rzeźby u prof. Jana Bohdana Chmielewskiego (dyplom 1974).
Tworzyła małe formy rzeźbiarskie (figuralne, medale) oraz unikatowe zestawy biżuterii i przedmiotów użytkowych ze srebra, kamieni szlachetnych, zdobionego szkła, masy perłowej, bursztynów i in. Otrzymała wiele nagród artystycznych, m.in. za medale, biżuterię oraz przedmioty ze srebra.
W okresie studiów i w latach późniejszych skomponowała liczne piosenki do słów poetów polskich (Leśmian, Baczyński), angielskich i szkockich (Szekspir, Burns), francuskich (François Villon, Arthur Rimbaud), hiszpańskich (Federico García Lorca), rosyjskich (Błok, Jesienin, Achmatowa), Macieja Wojtyszki oraz męża – Piotra Müldnera-Nieckowskiego. W 1969 roku, jako Małgorzata Olszewska, wystąpiła na Ogólnopolskim Festiwalu Piosenki i Piosenkarzy Studenckich, na którym otrzymała osobisty dyplom od Jeremiego Przybory.
W okresie istnienia kabaretu studenckiego „Pratchawiec” (do połowy lat 70., reżyser i autor tekstów Maciej Wojtyszko) była jego główną autorką (muzyka) i wykonawczynią.
W jej kompozycjach jubilerskich dominują duże płaszczyzny wyznaczane przez łagodne krzywe, o powierzchniach opracowywanych za pomocą technik własnego wynalazku. Opracowała kilka nowych typów zapięć, zawiasów i łańcuchów, które dziś znajdują się w warsztatowym arsenale biżuterników. Uważała, że srebro, podstawowy metal, w którym tworzyła, jest materiałem głównie „podporowym” każdej pracy, a źródłem ostatecznego efektu powinien być swoiście obrobiony kamień lub rzeźba. W twórczości jubilerskiej wykorzystywała naturalne kamienie półszlachetne i różne materiały dotąd niespotykane w biżuterii. Miała dużą wiedzę o kamieniach; sama je wydobywała lub znajdowała w trakcie wypraw. Niekiedy łączyła różne kamienie, nadając im kształty i faktury oraz dobierając cechy odpowiednio do potrzeb. Wśród jej dzieł są także niewielkie przedmioty ze srebra, zastawy stołowe, puzderka, koperty i cyferblaty zegarków i zegarów, naczynia z repusowanymi płaskorzeźbami, zdobione kamieniami, masą perłową, filigranem, emalią, akrylem i szkłem.
Stowarzyszenie Twórców Form Złotniczych przyznaje corocznie nagrodę im. Małgorzaty Müldner-Nieckowskiej w konkursie biżuterii artystycznej, ufundowaną przez artystów jubilerów Zofię i Witolda Kozubskich.
Jest współautorką Wielkiego słownika frazeologicznego języka polskiego